# Agadirkrisen

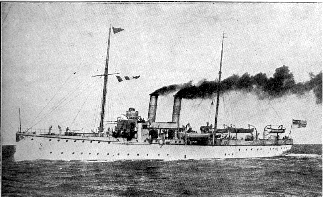
Kanonbåten Panther i Agadirs hamn.

Agadirkrisen, även kallad Andra marockanska krisen eller Pantersprånget till Agadir (tyska: Panthersprung nach Agadir), var en internationell kris som uppstod efter det att den tyska kanonbåten SMS Panther skickats till den marockanska hamnstaden Agadir den 1 juli 1911 för att skydda tyska handelsintressen.

## Historia
Efter att franska myndigheter rapporterat om oroligheter i den marockanska staden Fès skickades franska trupper till staden för att återställa ordningen. Fransmännen intog Fès den 21 maj 1911.
Spänningarna mellan Storbritannien och Tyskland var stora vid denna tid, delvis på grund av kapprustning, däribland tyska försök att bygga en flotta två tredjedelar så stor som Storbritanniens. Tysklands drag blev att testa förhållandet mellan Storbritannien och Frankrike och eventuellt skrämma Storbritannien till en allians med Tyskland.
Den tyske utrikesministern Alfred von Kiderlen-Wächter menade att det franska intåget var ett brott mot Algecirasfördraget och skickade under förevändning av att skydda tyska handelsintressen och utan att rådgöra med den övriga regeringen, dit kanonbåten SMS Panther, vars befälhavare lade fram de tyska kraven den 1 juli. Kiderlen-Wächter räknade med att Frankrike skulle bli isolerat och komma att kompensera Tyskland med stora landområden i Afrika, hellre än att riskera ett krig för det avlägsna Marocko. Relationen mellan Tyskland och Storbritannien fortsatte att vara sval.
Frankrike fick dock stöd av såväl Storbritannien som Ryssland medan Tysklands allierade Österrike-Ungern och Italien inte gav Tyskland något bifall. Tyskland tvingades backa ur situationen. Genom fördraget i Fez 4 november 1911 accepterade Tyskland Frankrikes ställning i Marocko i utbyte mot territorium under den franska ekvatorialafrikanska kolonin Mellankongo (Neukamerun). Enligt Tyskland var kompensationen otillräcklig. 
Agadirkrisen visade att länderna inom trippelententen sannolikt skulle stödja varandra vid en stor internationell konflikt, men att Österrike-Ungern och Italien troligtvis inte skulle komma Tyskland till hjälp om de inte attackerades först.